# Michelle Stafford
Michelle Stafford est une actrice et scénariste américaine, née le 14 septembre 1965  à Chicago (Illinois, États-Unis). Elle est surtout connue pour son rôle de Phyllis Summers dans Les Feux de l'Amour ainsi que Nina Reeves-Clay dans General Hospital.

## Biographie
Michelle Stafford commence sa carrière à l'âge de cinq ans. Alors qu'elle a à peine dix-huit ans, les médecins lui détectent une tumeur du cerveau dont elle guérit. Elle est plus tard mannequin à Milan puis revient aux États-Unis où elle se découvre une passion : la comédie. Elle se fait remarquer dans plusieurs séries et William Bell, créateur des Feux de l'amour lui propose de rejoindre le feuilleton pour y incarner une séductrice psychopathe, Phyllis Summers. Elle quitte la série en 2013. Elle est mère de deux enfants : Natalia Scout Lee Stafford, née en 2009 et Jameson John Lee Stafford, né en 2015, deux enfants nés par mère porteuse.
En octobre 2005, elle apparaît en guest star dans la série Charmed.
Elle quitte Les Feux de l'amour en 2013 de sa propre initiative pour rejoindre la distribution de la série Hôpital central (General Hospital). En 2019, il est annoncé le retour de l'actrice dans la série Les Feux de l'Amour.
Michelle Stafford est membre de l'Église de Scientologie.

## Filmographie

### Au cinéma

#### Longs-métrages
- 1993 : Body of Influence : Madame
- 1999 : Double Jeu : Suzanne Monroe
- 2000 : Attraction : Suzanne
- 2002 : Psycho Flic : Renee Alexander
- 2003 : Vampires Anonymous : Taffeta Munro
- 2007 : Totally Baked : Ex de Jessica
- 2008 : 3 Days Gone : Détective Holloway
- 2013 : Parker : Phyllis Summers
- 2016 : Durant's Never Closes : Suzie
- 2022 : Raven : Jada

#### Courts-métrages
- 2002 : Lost : Rachel
- 2008 : Cara : Un agent
- 2014 : One Georgia's Mind : Tricia
- 2020 : Three Days Gone : Based on the Life of Lucas Snow : Détective Holloway

### À la télévision

#### Téléfilms
- 1994 : La cavale infernale : Cliente de l'hôtel
- 2007 : Telle Mère... Telle Fille ! : Dawna Wilkins
- 2013 : The Grove : Lauren
- 2015 : Alerte Météore : Nancy Lannon

#### Série télévisés
- 1990 : Tribes : Frankie (30 épisodes)
- 1994 : La Rebelle : Lauren Jessup (saison 2, épisode 17)
- 1994 : Model Inc. : La fille dans les toilettes (épisode 17)
- 1994 - 1997, 2000 - 2013, depuis 2019 : Les Feux de l'amour : Phyllis Summers
- 1997 : Brentwood : Joanna Hadley (rôle principal - 13 épisodes)
- 1998 : Players, les maîtres du jeu : Vanessa Evans (épisode 13)
- 1998 : Un toit pour trois : April (saison 1, épisode 6)
- 1999 : Diagnostic : Meurtre : Trish (saison 7, épisodes 7 et 8)
- 1999 : JAG : Suzanne Moore (saison 5, épisode 9)
- 2000 : V.I.P. : Nancy Biggs (saison 2, épisode 19)
- 2001 : Frasier : Heather Murphy (saison 9, épisode 3)
- 2002 : Amy : Linda Barnes (saison 3, épisode 20)
- 2004 : Clubhouse : Sydney (épisode 7)
- 2005 : Charmed : Mandi (saison 8, épisode 4)
- 2011 : Ringer : Peggy Lewis (épisode 3)
- 2012 : The Celibate : L'executé (épisode 2)
- 2013 : The Stafford Project : elle-même (rôle principal, 10 épisodes)
- 2014 - 2019 : Hôpital Central : Nina Reeves-Clay (424 épisodes)
- 2015 : The Secret Mind of Single Mom : elle-même (rôle principal, 4 épisodes)